# Andrzej Kujawski (powstaniec styczniowy)
Andrzej Kujawski (ur. 1841, zm. 2 marca 1937 w Gorlicach) – powstaniec styczniowy, mistrz powroźniczy.

## Życiorys
Pochodził z Gorlic. Jako mieszkaniec tego miasta brał udział w powstaniu styczniowym 1863 wraz z ochotnikami z rodzinnych stron. Uczestniczył w walkach na ziemi sandomierskiej oraz w bitwa pod Komorowem 20 czerwca 1863, gdzie został ranny w nogę. Dostał się do niewoli i był uwięziony przez Rosjan.
W późniejszym czasie powrócił do Gorlic. Był mistrzem powroźniczym. W czasie walk I wojny światowej został zraniony w klatkę piersiową odłamkiem, który trafił do jego domu.
Po odzyskaniu przez Polskę niepodległości (1918) w okresie II Rzeczypospolitej został awansowany do stopnia podporucznika weterana Wojska Polskiego.
Został odznaczony Krzyżem Siedemdziesięciolecia Powstania Styczniowego i Krzyżem na Śląskiej Wstędze Waleczności i Zasługi.
Zmarł 2 marca 1937 jako ostatni żyjący weteran powstania styczniowego na ziemi gorlickiej.